# FK Teplice
FK Teplice er en tjekkisk fodboldklub fra byen Teplice. Klubben spiller i landets bedste liga, Synot liga, og har hjemmebane på stadionet Na Stínadlech. Klubben blev grundlagt i 1945. Den har aldrig vundet nogen mesterskaber, men to gange har holdet triumferet i landets pokalturnering.

## Titler
- Tjekkisk pokalturnering (2): 2003, 2009

## Kendte spillere
- Edin Džeko
- Martin Fenin
- Petr Benát
- Josef Kaufman
- Jan Štohanzl
- Jiří Sabou
- Tomáš Jun

## Danske spillere
- Ingen